# چارادا
چارادا 
(به آواری: ЧӀарада мухъ) شهرستانی است در جمهوری داغستان روسیه. مرکز اداری آن دهکدهٔ تسوریب است. این شهرستان دارای ۱۳ بخش است. 